# 中島町 (石川県)
中島町（なかじままち）は、石川県にあった町。鹿島郡に属した。2004年（平成16年）10月1日に七尾市、田鶴浜町、能登島町と対等合併して新たに七尾市となり、中島町は廃止された。
合併前は鹿島郡内で鹿島町（現在の中能登町鹿島地区）に次いで人口が多かった。主要な産業は七尾湾での牡蛎養殖で、独自の葉物野菜「中島菜」の産地である。

## 地理
能登半島にあり、七尾湾西部（七尾西湾）に面している。
- 山 - 別所岳、風吹岳、虫ヶ峰、天行寺山
- 河川 - 熊木川、小坂川、鳥越川、西谷内川、河内川、日用川、笠師川、小牧川
- 湖沼 - 漆谷池

## 歴史
古代から中世にかけて中島地区一帯は「熊来郷（くまきごう）」と呼ばれていた。

### 沿革
- 1954年（昭和29年）3月31日 - 鹿島郡西岸村、釶打村、熊木村、中島村、豊川村及び笠師保村を廃し、その区域をもって鹿島郡中島町を設置する。
- 2004年（平成16年）10月1日 - 七尾市、鹿島郡田鶴浜町、中島町及び能登島町を廃し、その区域をもって七尾市を設置する。

## 行政

### 町長
| 代 | 人 | 氏名       | 就任                      | 退任                      | 備考               |
| -- | -- | ---------- | ------------------------- | ------------------------- | ------------------ |
|    |    | 室木能邇郎 | 1954年（昭和29年）3月31日 | 1954年（昭和29年）4月20日 | 町長職務執行者     |
|    |    | 藤森甚作   | 1954年（昭和29年）4月20日 | 1954年（昭和29年）5月4日  | 町長職務執行者代理 |
| 1  | 1  | 大森幸次   | 1954年（昭和29年）5月5日  | 1958年（昭和33年）5月4日  |                    |
| 2  | 2  | 坂本貫一   | 1958年（昭和33年）5月5日  | 1962年（昭和37年）5月4日  |                    |
| 3  | 3  | 加藤哲次   | 1962年（昭和37年）5月5日  | 1966年（昭和41年）5月4日  |                    |
| 4  | 4  | 端作右衛門 | 1966年（昭和41年）5月5日  | 1970年（昭和45年）5月4日  |                    |
| 5  | 4  | 端作右衛門 | 1970年（昭和45年）5月5日  | 1974年（昭和49年）5月4日  |                    |
| 6  | 4  | 端作右衛門 | 1974年（昭和49年）5月5日  | 1978年（昭和53年）5月4日  |                    |
| 7  | 4  | 端作右衛門 | 1978年（昭和53年）5月5日  | 1980年（昭和55年）3月31日 |                    |
| 8  | 5  | 山本林作   | 1980年（昭和55年）4月13日 | 1984年（昭和59年）4月12日 |                    |
| 9  | 5  | 山本林作   | 1984年（昭和59年）4月13日 | 1988年（昭和63年）4月12日 |                    |
| 10 | 5  | 山本林作   | 1988年（昭和63年）4月13日 | 1992年（平成4年）4月12日  |                    |
| 11 | 6  | 辻口昇     | 1992年（平成4年）4月13日  | 1996年（昭和8年）4月12日  |                    |
| 12 | 6  | 辻口昇     | 1996年（平成8年）4月13日  | 2000年（平成12年）4月12日 |                    |
| 13 | 6  | 辻口昇     | 2000年（平成12年）4月13日 | 2004年（平成16年）4月12日 |                    |
| 14 | 6  | 辻口昇     | 2004年（平成16年）4月13日 | 2004年（平成16年）9月30日 |                    |

- 町長 - 辻口 昇（つじぐち・のぼる）

## 教育

### 高等学校
- 石川県立中島高等学校

### 中学校
- 七尾市立中島中学校

### 小学校
- 七尾市立中島小学校

## 交通

### 鉄道
- のと鉄道七尾線

笠師保駅 - 能登中島駅 - 西岸駅

### 道路
- 国道249号
- 石川県道1号七尾輪島線（国道470号と重複）
- 石川県道23号富来中島線
- 石川県道48号福浦港中島線
- 石川県道192号河内藤瀬線
- 石川県道253号豊田笠師保停車場線
- 石川県道254号土川浜田線
- 石川県道255号長浦中島線
- 石川県道256号長浦小牧線

自動車専用道路
- 国道470号（能越自動車道、能登有料道路）

有料道路
- 能登有料道路
  - 別所岳サービスエリア
  - 横田インターチェンジ

道の駅
- なかじまロマン峠

バス
- 中島げんきバス

## 娯楽
- 中島劇場 - 映画館

## 名所・旧跡・観光スポット
- 中島お祭り資料館・お祭り伝承館
- 能登演劇堂